# جاك هانا
جاك هانا (بالإنجليزية: Jack Hannah)‏ هو كاتب سيناريو ورسام رسوم متحركة ومخرج أمريكي، ولد في 5 يناير 1913 في نوغاليس في الولايات المتحدة، وتوفي في 11 يونيو 1994 في بربانك في الولايات المتحدة بسبب سرطان.

## وصلات خارجية
- جاك هانا على موقع IMDb (الإنجليزية)
- جاك هانا على موقع روتن توميتوز (الإنجليزية)
- جاك هانا على موقع ألو سيني (الفرنسية)
- جاك هانا على موقع أول موفي (الإنجليزية)
- جاك هانا على موقع قاعدة بيانات الأفلام السويدية (السويدية)
- جاك هانا على موقع قاعدة بيانات الفيلم (الإنجليزية)
- جاك هانا على موقع كينوبويسك (الروسية)